# Barnisławiec
Barnisławiec (do 1945 niem. Neu Barnimslow) – uroczysko – dawna miejscowość w Polsce, w województwie zachodniopomorskim, w powiecie polickim, w gminie Kołbaskowo.
Nieistniejący dziś dawny majątek ziemski, położony ok. 1 km na południe od Barnisławia i 0,5 km od granicy polsko-niemieckiej.

## Historia
W 1822 trzynastu pełnorolnych chłopów z Barnisławia wykupiło prawo własności, uzyskując zwolnienie ze służby i danin naturalnych. Na początku XX w. majątek składał się z 230 ha gruntów ornych, hodowano 23 konie, 54 sztuki bydła i 300 owiec. Ostatnim właścicielem majątku był Albert Teutschebein. Osadę zamieszkiwało 75 mieszkańców.
Po 1945 majątek o powierzchni 110 ha ziemi uprawnej przeznaczono do parcelacji, większość ziemi trafiła do PGR Barnisław. Uszkodzone w 1945 zabudowania majątku popadły w ruinę i ostatecznie zostały rozebrane.
Nazwę Barnisławiec wprowadzono urzędowo w 1947 roku.

## Galeria

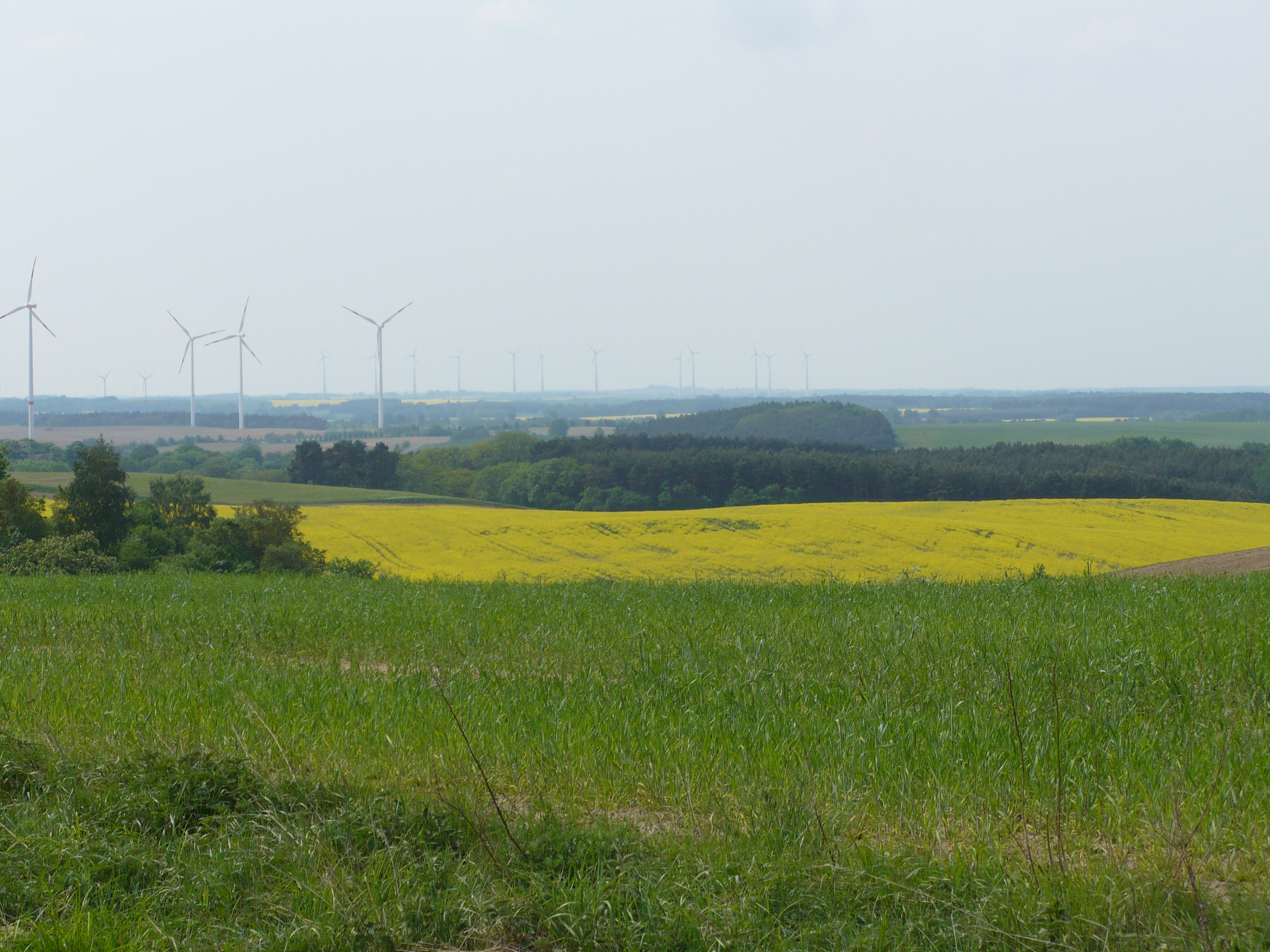
Panorama w kierunku Niemiec
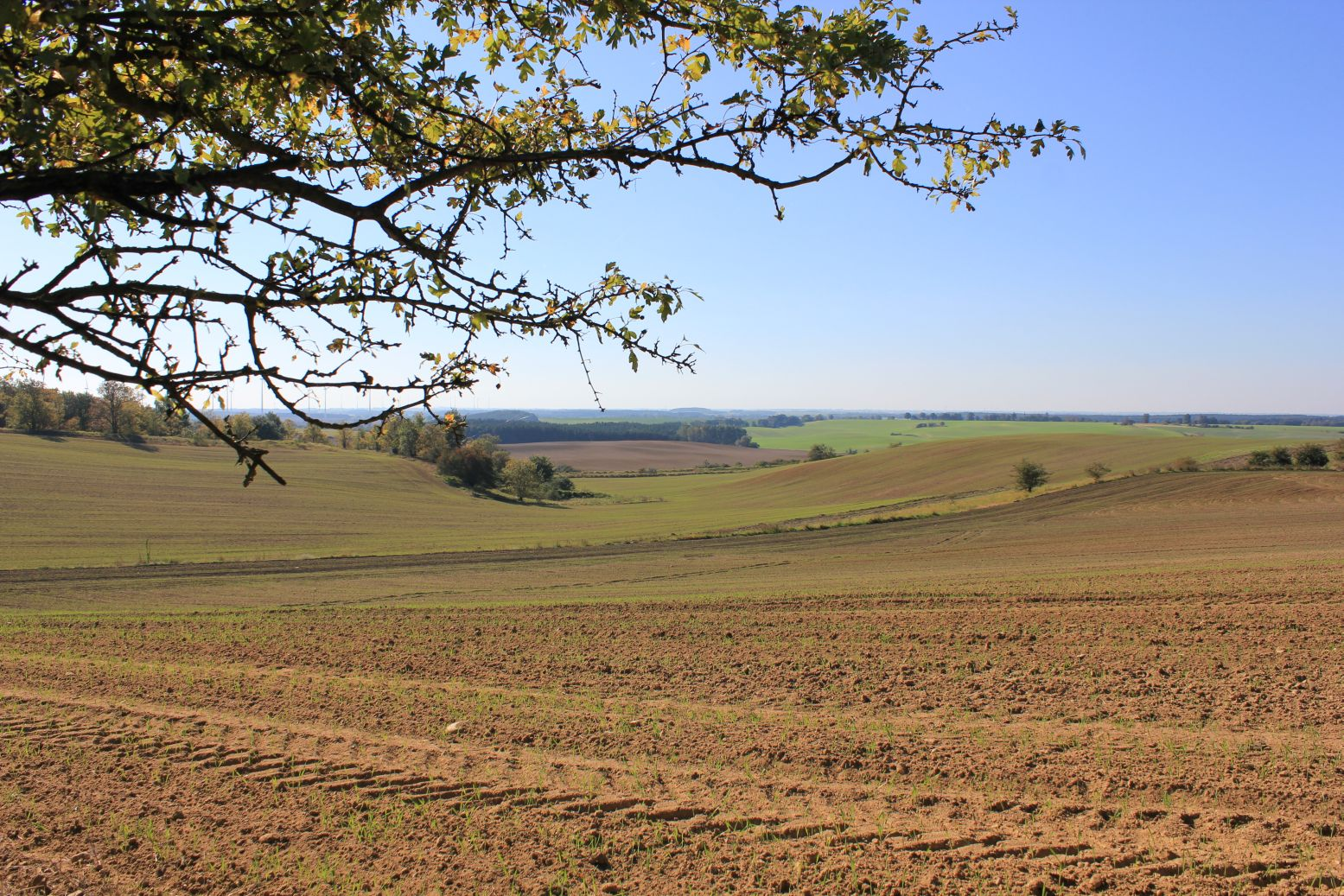
Panorama w kierunku granicy
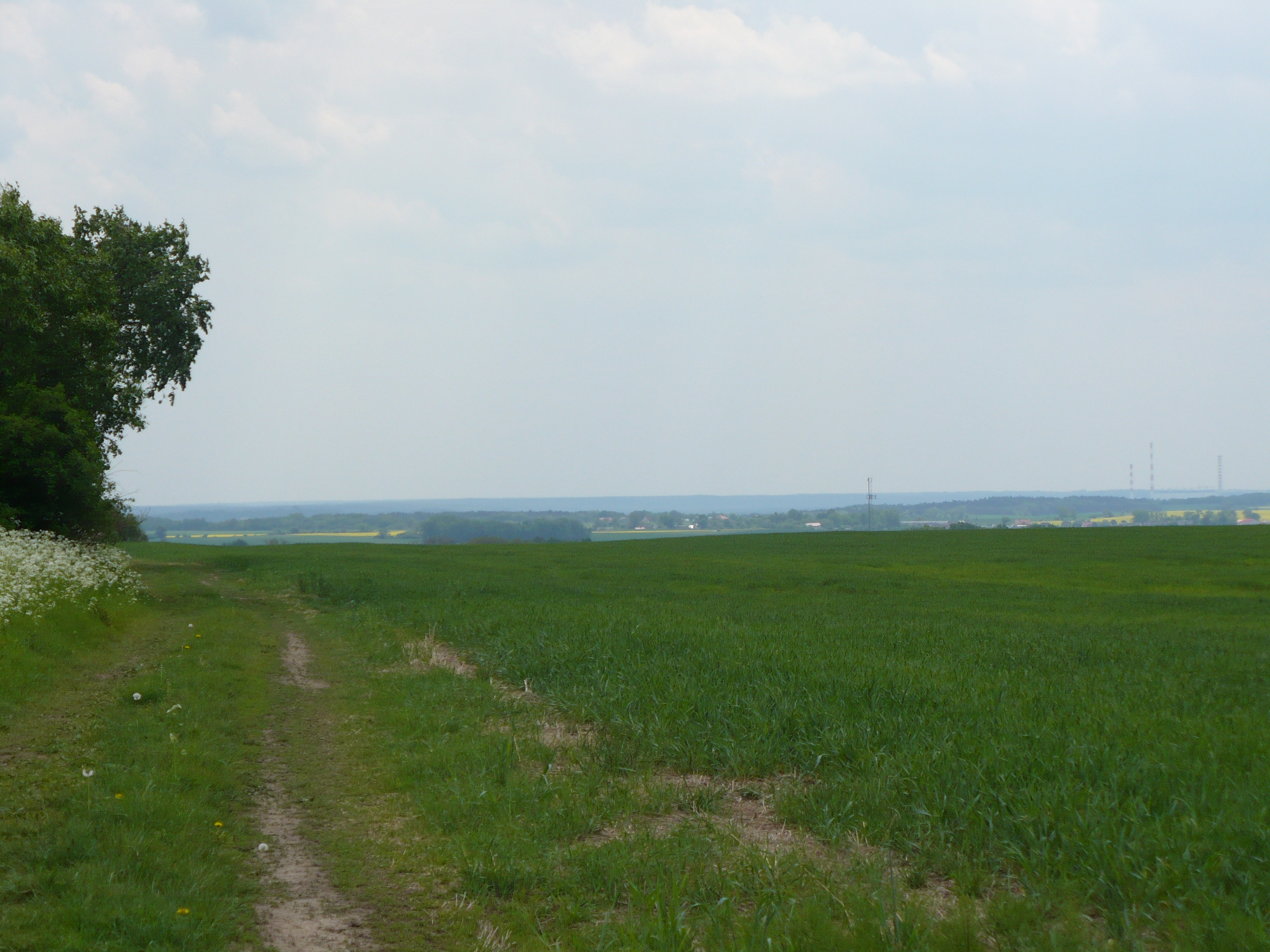
Droga gruntowa do Kołbaskowa
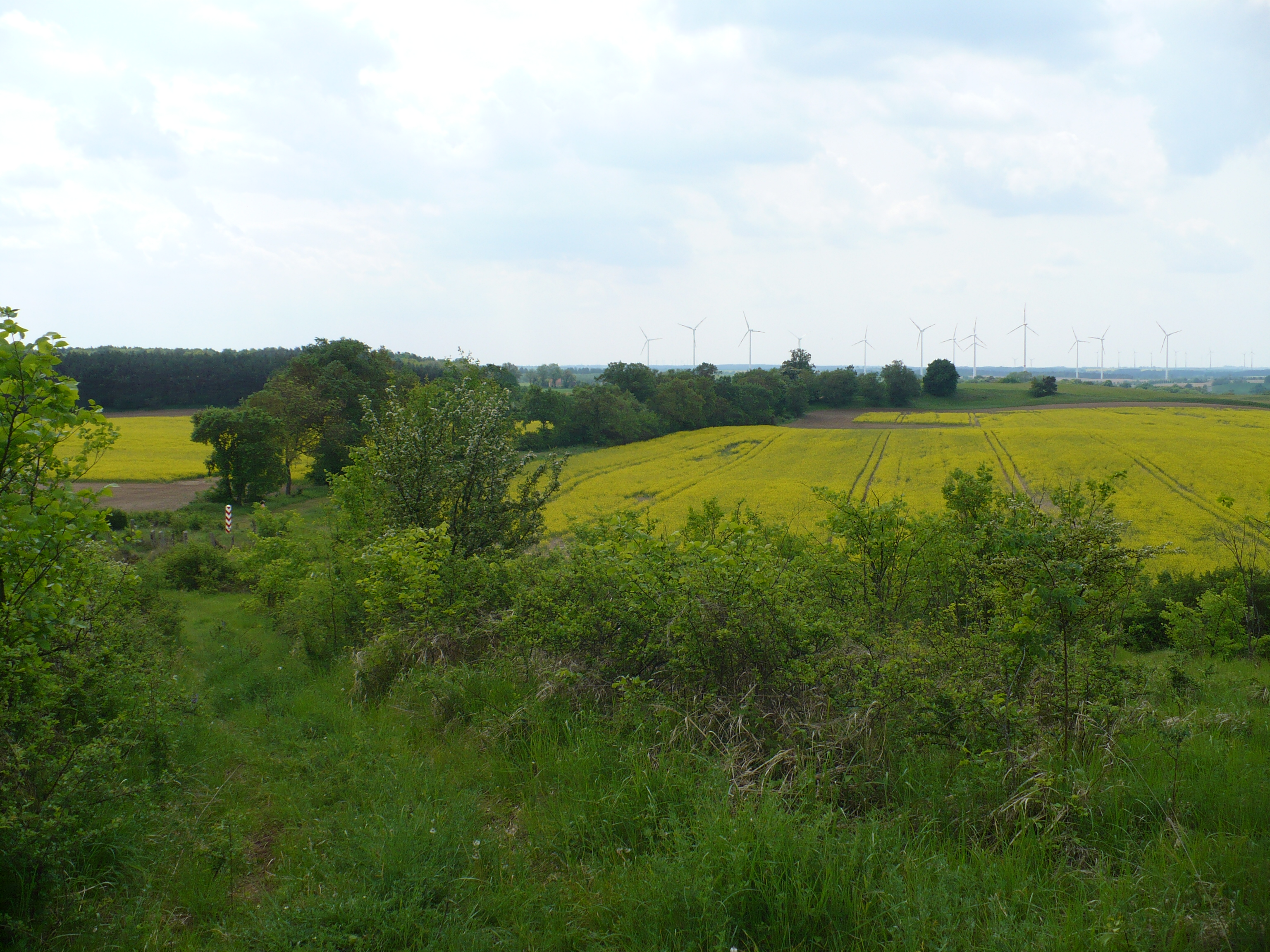
Granica PL / D
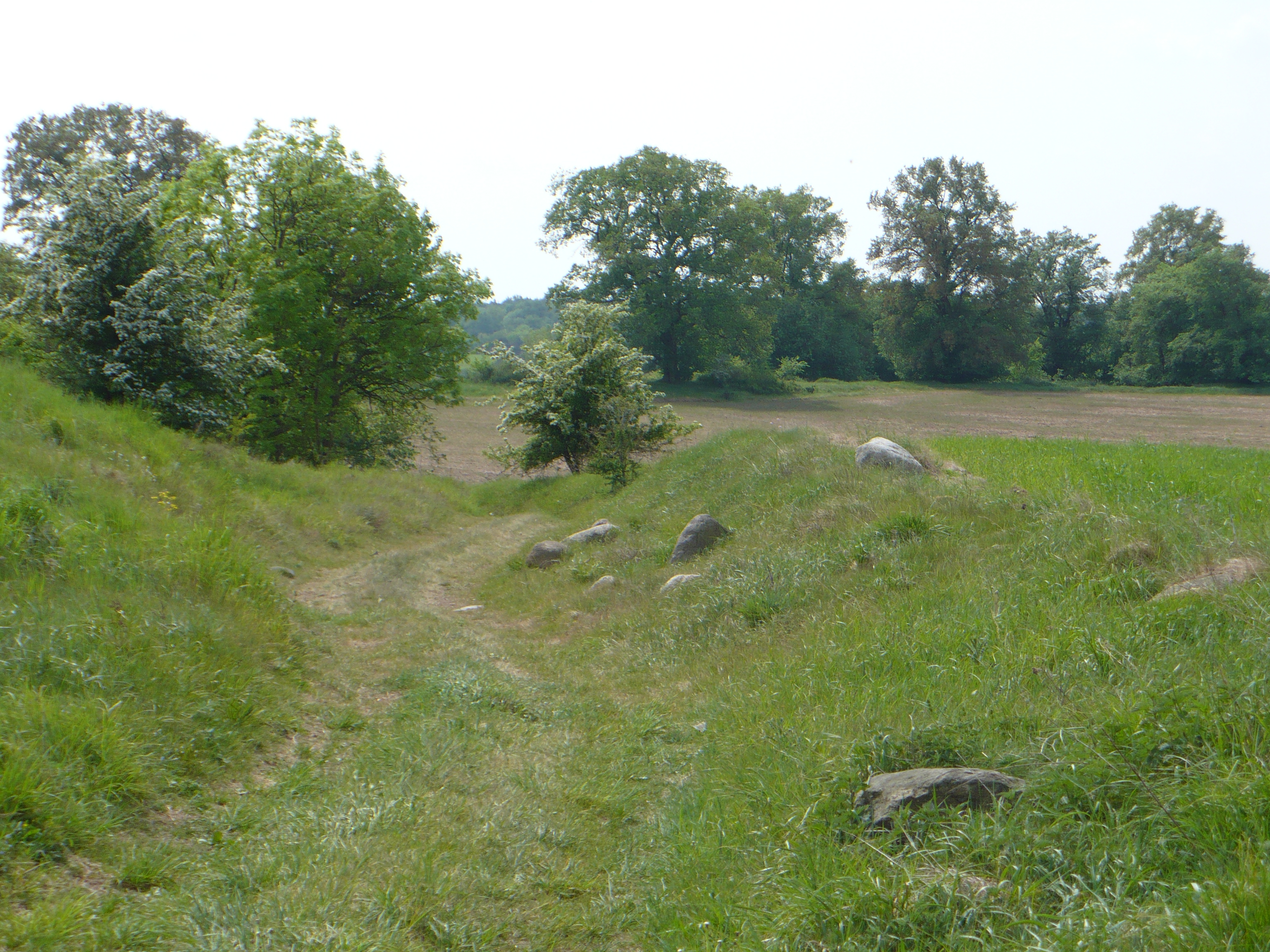
Droga gruntowa z Barnisławia
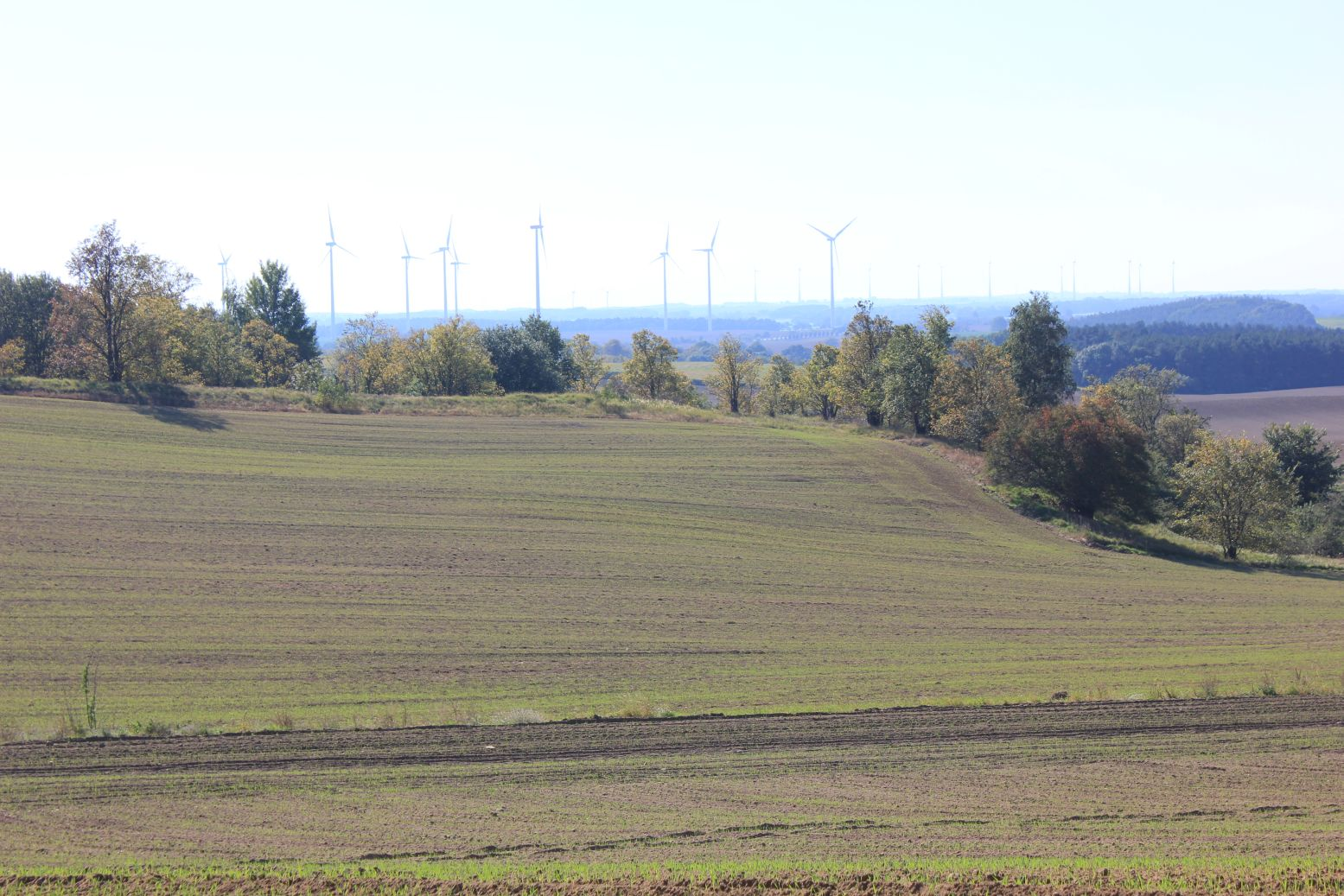
Farmy wiatrowe koło Pomellen